# Condé-en-Brie
Condé-en-Brie – miejscowość i gmina we Francji, w regionie Hauts-de-France, w departamencie Aisne.
Według danych na styczeń 2014 roku gminę zamieszkiwały 674 osoby, a gęstość zaludnienia wynosiła 148,1 osób/km².
W miejscowości znajduje się zamek książąt Kondeuszy, bocznej linii Burbonów (fr. Château de Condé).

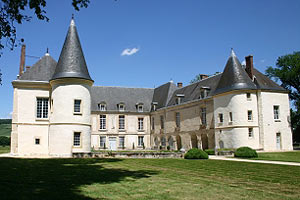
Zamek w Condé-en-Brie